# Annie Pardo Cemo
Annie Pardo Cemo (Ciudad de México, 6 de junio de 1940) es una bióloga celular mexicana, especializada en el estudio de la matriz extracelular. Es parte del Sistema Nacional de Investigadores y en 2023 recibió el Premio Nacional de Ciencias. Es madre de la presidente de Mexico, Claudia Sheinbaum.

## Primeros años
Annie Pardo Cemo nació en Ciudad de México el 6 de junio de 1940. Sus padres eran judíos sefardíes oriundos de Sofía, Bulgaria, los cuales migraron a México poco antes de su nacimiento a consecuencia de la persecución de los judíos en Bulgaria durante la Segunda Guerra Mundial.
En 1960 se casó con el ingeniero químico Carlos Sheinbaum Yoselevitz, con quien tuvo tres hijos: Julio, Claudia y Adriana. El matrimonio participó en el movimiento estudiantil de 1968.

## Trayectoria académica
Annie Pardo estudió la licenciatura en biología en la Facultad de Ciencias de la Universidad Nacional Autónoma de México. También estudió la maestría y el doctorado en bioquímica en la misma universidad. Realizó estancias de investigación en la Washington University de San Luis, Misuri; en la Universidad de Illinois en Chicago, y en el departamento de patología del Baylor College of Medicine de Houston, Texas.
En 1980 fundó el laboratorio de investigación de bioquímica de la Facultad de Ciencias de la UNAM. Fue profesora «titular C» de la Facultad de Ciencias de la Universidad Nacional Autónoma de México y fue nombrada «investigadora nivel III» del Sistema Nacional de Investigadores.
En mayo de 2023 recibió el Premio Nacional de Ciencias en la categoría de Ciencias físico-matemáticas y naturales por «su investigación en bioquímica, enfermedades del pulmón y también en investigación sobre envejecimiento». En junio de 2025 fue reconocida por Research.com como la principal bióloga molecular de México, ocupando la posición mil 163 a nivel mundial.

## Controversias

### Panama Papers
El nombre Annie Pardo Cemo apareció listado en los Panama Papers, una filtración de documentos referentes a empresas registradas en paraísos fiscales. De acuerdo a la documentación, Pardo Cemo abrió múltiples cuentas de banco entre marzo de 1990 y noviembre de 2009 en varios paraísos fiscales, además de tener vínculos con la empresa JAEM Ltd. un consorcio ubicado en las Islas Vírgenes Británicas considerado como «una entidad que facilita la evasión de impuestos y ocultamiento de fortunas mediante paraísos fiscales».

### Premio nacional de ciencias
En mayo de 2023, la Secretaría de Educación Pública concedió el Premio Nacional de Ciencias a Annie Pardo Cemo. La condecoración fue cuestionada como un acto de nepotismo debido a que su hija, Claudia Sheinbaum Pardo, era en ese momento Jefa de Gobierno de la Ciudad de México y una de las personas más cercanas al presidente de la República, Andrés Manuel López Obrador. Igualmente se señaló que era anómala la concesión del premio en 2023 debido a que los galardones habían dejado de emitirse en 2020.

## Premios y reconocimientos
A lo largo de su trayectoria científica, Annie Pardo Cemo ha recibido múltiples distinciones:
- Premio Anual de Investigación Fundación Glaxo. 1992.
- Premio de Investigación Fundación Glaxo Wellcome. 1995.
- Premio Canifarma en Investigación Básica. 2001.
- Premio Nacional de Investigación de la Fundación GlaxoSmithKline. 2005.
- Profesor Adjunto (Ad honorem), Feinberg School of Medicine, Northwestern University, Chicago. 2008.
- Medalla Heberto Castillo en Ciencias Básicas. Instituto de Ciencia y Tecnología. Gobierno del Distrito Federal. 2008.
- Premio Scopus México. ELSEVIER. 2009.
- Reconocimiento Sor Juana Inés de la Cruz. Universidad Nacional Autónoma de México. 2012.
- Profesora Emérita. Universidad Nacional Autónoma de México. 2013.
- Recognition Award for Scientific Achievment of the American Thoracic Society. 2015.
- Editora Asociada del American Journal of Respiratory Cell and Molecular Biology. 2016.
- Investigadora Nacional Emérita. Sistema Nacional de Investigadores. 2017.
- Premio Universidad Nacional en Investigación en el Área de Ciencias Naturales. 2018.
- Premio Nacional de Ciencias en la categoría de Ciencias físico-matemáticas y naturales. 2023.
- Primer lugar de los Mejores Científicos 2025 en el área de Biología Molecular en México en la cuarta edición del ranking Research.com, posición mil 163 a nivel mundial. 2025.